# Tephrit

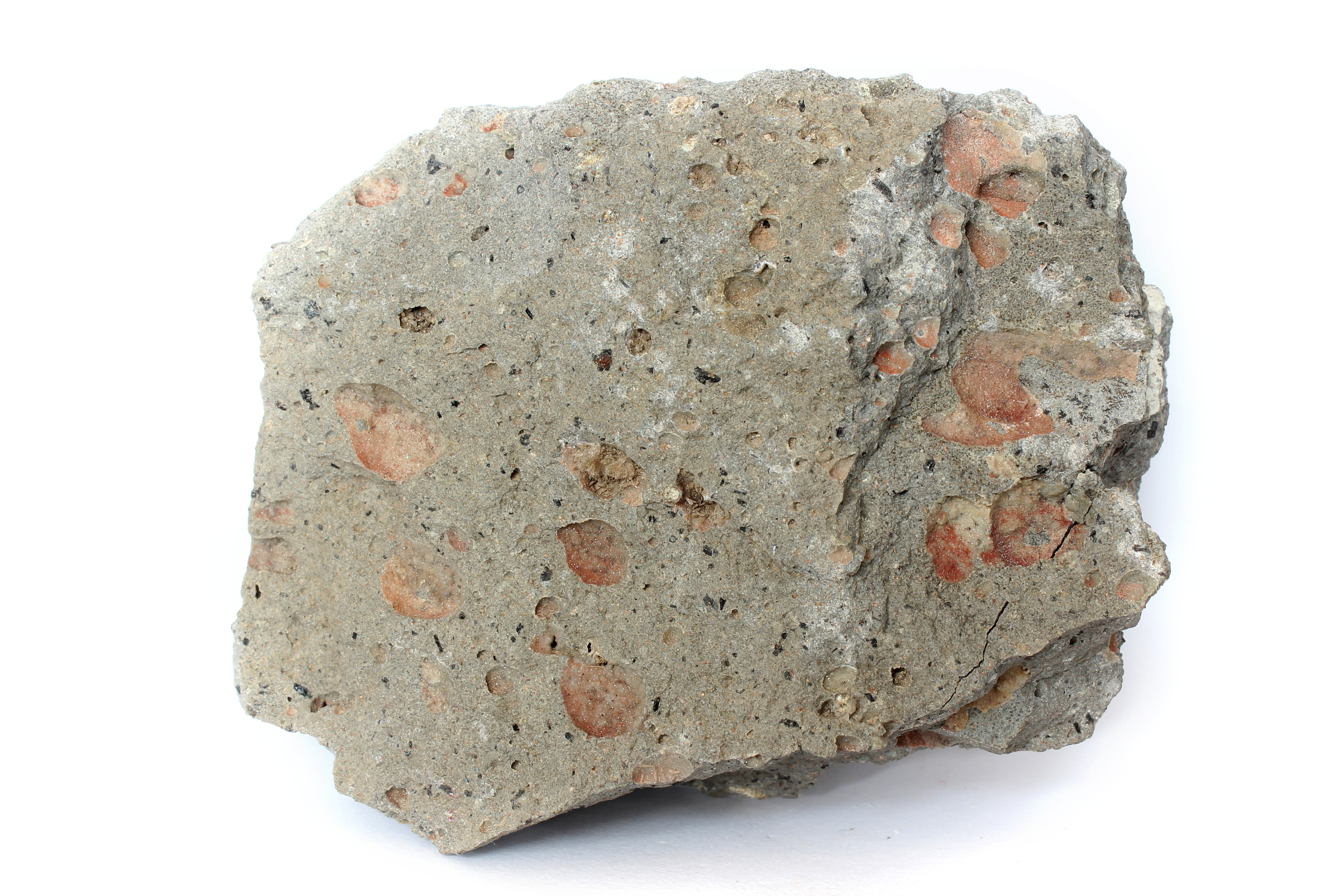
Tephrit mit Zeolithen als Füllung ehemaliger Gasblasen. Lokalität Dobrná, Tschechische Republik

Tephrite im Streckeisendiagramm

Tephrite (von griechisch téphra „Asche“) sind rotbraune bis schwarzgraue Ergussgesteine, die ein gleichkörnig-feinkristallines bis porphyrisches Gefüge zeigen. Phonolithische Tephrite, gelegentlich Phonotephrit genannt, sind etwas heller.

## Gesteinsbeschreibung und Mineralbestand
Tephrite bestehen aus Feldspatvertretern (Nephelin oder Leucit), anorthitreichem Plagioklas (An50-70), Klinopyroxenen, Amphibolen und untergeordnet Alkalifeldspaten.
Olivine kommen nicht oder nur zu einem Anteil kleiner 10 % vor. In dieser Eigenschaft unterscheiden  sich die Tephrite von den olivinreicheren Basaniten, die im selben Feld des Streckeisendiagramms (QAPF-Klassifikation) liegen. Tephrite sind in ihren Entstehungsbedingungen und in ihrem Aussehen mit dem Basalt verwandt, mit dem sie oft vergesellschaftet sind.
Tephrite weisen wenige oder keine Einsprenglinge auf. Im Gestein sind dagegen häufig Poren enthalten, in denen Zeolithminerale auftreten können. Peridotitische Xenolithe treten nicht auf.
In der Umgangssprache wird der Begriff Tephrit kaum verwendet, das Gestein wird meistens als Basalt bezeichnet.

### Geschichte
Tephrite wurden 1816 erstmals durch Pierre Louis Antoine Cordier im Journal des Mines (Bd. XV) wissenschaftlich beschrieben. Cordier war ein französischer Geologe, der Vulkangesteine untersuchte. Weitere Arbeiten dazu erfolgten später durch Karl von Fritsch und Wilhelm Reiß im Rahmen ihrer Gesteinsforschungen auf Teneriffa (1868 publiziert).

## Vorkommen
Tephrite kommen als Lavaströme in massiger oder säuliger Form vor. Sie treten aber auch als Schlacken und pyroklastische Ablagerungen auf.
In Deutschland finden sich Tephrite in der Eifel (z. B. als Mayener Basaltlava), der Lausitz, im Westerwald, am Kaiserstuhl, Vogelsberg und in der Rhön. Weitere Vorkommen sind zum Beispiel von den Kanarischen Inseln und Madagaskar, aus Italien, Portugal, Grönland, Uganda, Kasachstan und Colorado. bekannt. Ein großes Vorkommen mit interessanter Brotlaib-Struktur befindet sich in Nördböhmen bei Konojedy im NSG Dubí hora.

## Verwendung
Einzelne Tephrite finden Verwendung als Bodenbeläge, Blockstufen und Fassadenplatten.